# Спасибо!
«Спасибо!» — первый благотворительный магазин в России, появившийся в 2010 году. Сейчас это сеть, насчитывающая 9 магазинов и 230 контейнеров для одежды, обуви, книг и аксессуаров. Магазин декларирует, что действует по принципам социального предпринимательства.

## Принцип работы
Открывшись в 2010 году в Санкт-Петербурге, «Спасибо!» стал первым благотворительным магазином в стране. Магазин сотрудничает сразу с несколькими российскими благотворительными организациями. По схеме работы магазина около 90 % приносимых вещей переправляются в благотворительные организации или бесплатно отдаются адресно нуждающимся группам населения (в семьи с низким уровнем доходов, пенсионерам, людям с ограниченными возможностями и др.). Остальные 10 % товара реализуются непосредственно в продаже. Непригодная к использованию одежда отправляется на переработку. Вырученные с продаж деньги тратятся на покрытие административных расходов, а чистая прибыль переводится непосредственно благотворительным организациям. Также в ассортименте магазина имеются сувениры от благотворительных организаций, все деньги с продаж которых переправляются на их проекты.
С 2014 года в Санкт-Петербурге сеть магазинов устанавливает контейнеры для сбора одежды, обуви, книг и всего, что горожане могут пожертвовать. По состоянию на март 2015 года, по своим сообщениям, в городе было установлено 20 таких контейнеров.

## Помощь
В первый год работы, когда в Санкт-Петербурге был только один магазин «Спасибо!», его руководители, как они сами сообщают, выбрали для перевода средств фонд «Детские сердца», который помогает в лечении детей с пороком сердца, и «Ночлежку». По состоянию на 5 мая 2015 года магазинами «Спасибо!» на благотворительные цели было передано 3 765 255 рублей. Также в каждом магазине установлены копилки РБО «Ночлежка», в которые люди могут пожертвовать деньги на обеды бездомным. На 5 мая 2015 года через копилки в «Ночлежку» было передано 86 225 рублей.